# Hinako Note
Hinako Note (ひなこのーと, Hinako Nōto) est une série de mangas dessinée par Mitsuki.
Elle est prépubliée depuis avril 2014 dans le magazine seinen de Kadokawa Comic Cune, qui était à la base un supplément au magazine seinen Monthly Comic Alive avant avril 2015. Les volumes tankōbon du manga ont été publiés en anglais entre le 27 avril 2015 et le 27 mars 2017 par l'éditeur Media Factory. La série est également disponible sur le site Internet ComicWalker.
Une adaptation en série animée a été réalisée par Passione.

## Histoire

### Prologue
Ayant toujours eu un intérêt pour le théâtre mais ayant beaucoup de mal à parler avec les autres, Hinako Sakuragi arrive à Tokyo pour étudier au collège Fujiyama, en étant pensionnaire à la résidence Hitotose qui est une librairie et un salon de thé. Mais en apprenant que le club de théâtre du collège est actuellement suspendu, Hinako et les autres pensionnaires vont former leur propre troupe de théâtre.

## Personnages
Hinako Sakuragi (桜木 ひなこ, Sakuragi Hinako)
Voix japonaise : M.A.O
Une élève de première année collège qui arrive à Tokyo avec le but de rejoindre le club de théâtre. Elle est amicale avec les animaux mais n'arrive pas à parler avec d'autres gens, se figeant dans une pose imitant un épouvantail.
Kuina Natugawa (夏川 くいな, Natsugawa Kuina)
Voix japonaise : Miyu Tomita
Une élève de première année qui travaille à la librairie Hitotose. Elle a un grand appétit et mange occasionnellement des pages des livres de la librairie.
Mayuki Hiiragi (柊 真雪, Hiiragi Mayuki)
Voix japonaise : Yui Ogura
Une élève de seconde année qui travaille au salon de thé Hitotose, dressée comme une soubrette. Malgré le fait qu'elle soit plus âgée que Hinako et Kuina, et notamment à cause de sa petite taille, elle ressemble et se fait traiter comme une élève d'école élémentaire.
Chiaki Ogino (荻野 千秋, Ogino Chiaki)
Voix japonaise : Hisako Tōjō
Une élève de seconde année qui est membre du club de théâtre suspendu et la propriétaire de la résidence Hitotose.
Yua Nakajima (中島 ゆあ, Nakajima Yua)
Voix japonaise : Marika Kōno
Dans la même classe qu'Hinako, elle admire beaucoup Chiaki et qui rivalise avec Hinako.
Ruriko Kuroyanagi (黒柳 るり子, Kuroyanagi Ruriko)
Voix japonaise : Yuri Yoshida
Une actrice de 9 ans et la professeure du club de théâtre.

## Manga
Hinako Note est une série manga yonkoma dessiné par Mitsuki, un mangaka japonais qui dessinait principalement des bandes dessinées érotiques[réf. nécessaire].

### Diffusion
Il est paru la première fois dans le numéro d'octobre 2014 de Comic Cune. En premier temps, Comic Cune était un « magazine dans un magazine » qui apparaissait dans le Monthly Comic Alive , avant qu'il ne devienne indépendant de Comic Alive et a changé vers un vrai magazine le 27 avril 2015 . Hinako Note est aussi disponible sur le site Comic Walker de l'éditeur Kadokawa Corporation. Sept volumes tankōbon du manga ont été publiés en anglais entre le 27 avril 2015 et le 27 mars 2021,, par l'éditeur Media Factory. La série se termine le 27 janvier 2021.

### Liste des volumes
| no | Japonais         | Japonais                                                                   |
| no | Date de sortie   | ISBN                                                                       |
| -- | ---------------- | -------------------------------------------------------------------------- |
| 1  | 27 août 2015     | 978-4-04-067745-3                                                          |
| 2  | 27 août 2016     | 978-4-04-068446-8                                                          |
| 3  | 27 mars 2017     | 978-4-04-069102-2                                                          |
| 4  | 27 mai 2017      | 978-4-04-069164-0 (édition standrad) 978-4-7575-8878-3 (édition collector) |
| 5  | 27 décembre 2018 | 978-4-04-065413-3                                                          |
| 6  | 27 mars 2020     | 978-4-04-064359-5                                                          |
| 7  | 27 mars 2021     | 978-4-04-680193-7                                                          |

## Anime

### Série télévisée
Une adaptation en série télévisée d'animation par Passione a été annoncée. La série est réalisée par Toru Kitahata, avec Takeo Takahashi crédité en tant que « réalisateur en chef »,. La diffusion de la série a débuté le 7 avril 2017 et est disponible en simulcast sur le site Internet Crunchyroll. La série dure 12 épisodes. Les génériques d'ouverture et de fermeture sont respectivement A-E-I-U-E-O Ao! (あ・え・い・う・え・お・あお!) et Curtain Call!!!!! (かーてんこーる!!!!!, Kāten Kōru!!!!!), les deux ont été composés par Gekidan Hitotose (M.A.O, Miyu Tomita, Yui Ogura, Hisako Tōjō, and Marika Kōno).

#### Liste des épisodes
| No | Titre français                                  | Titre japonais               | Titre japonais                  | Date de 1re diffusion |
| No | Titre français                                  | Kanji                        | Rōmaji                          | Date de 1re diffusion |
| --- | ----------------------------------------------- | ---------------------------- | ------------------------------- | --------------------- |
| 1 | Mon talent, jouer les épouvantails              | とくぎは、かかしです         | Tokugi wa, Kakashi desu         | 7 avril 2017          |
| Hinako Sakuragi, une fille très timide n'arrivant pas à entamer une discussion avec les autres, va quitter sa campagne. Elle va aller à Tokyo où elle sera logée dans la librairie Hitotose où elle y rencontrera deux locataires : Kuina Natugawa, amatrice de livres au point qu'elle va jusqu'à les mangers et Mayuki Hiiragi, qui aime s'habiller en soubrette. Elle était venue à Tokyo dans l'espoir de rejoindre le club de théâtre de l'école Fujimiya, mais elle va être surprise d'apprendre que le club est fermé. Alors que ses deux colocataires l'emmènent dans un parc pour l'encourager, elles croisent la propriétaire, Chiaki Ogino, qui explique que le club de théâtre est en pause à la suite du départ de la professeur responsable partie pour un voyage. Remarquant son intérêt pour le théâtre, Chiaki lui suggère de créer sa troupe de théâtre et serait prête à la rejoindre. |                                                 |                              |                                 |                       |
| 2 | Tout commence maintenant                        | ここからはじまる             | Koko Kara Hajimaru              | 14 avril 2017         |
| Hinako se souvient que quand elle était encore dans sa campagne, elle servait toujours d'épouvantail de fortune aux paysans du coin. Elle essayait ensuite de lutter contre sa timidité pour les remercier pour les légumes qu'elle recevait en retour. En entendant comment Hinako souhaite que le théâtre s'améliore, Chiaki suggère qu'elle démarre la troupe de théâtre en tant que directrice au lieu de travailler dans le magasin. Après avoir nommé leur groupe ‹ La Troupe Hitotose ›, les filles se sont fixé comme objectif de se produire un jour au théâtre Suzuran. |                                                 |                              |                                 |                       |
| 3 | Fausse amie                                     | ともだちかんちがい           | Tomodachi Kanchigai             | 21 avril 2017         |
| Alors qu'Hinako a du mal de s'intégrer avec les autres lors de son premier jour d'école, les amis de Chiaki ont organisé des séances d'entraînement de théâtre pour remplacer le club en pause. Chiaki invite Hinako et Kuina à la rejoindre, ce qui attire l'attention de leur camarade de classe, Yua Nakajima. Cette dernière va vite devenir envieuse de la proximité de Hinako avec Chiaki dont elle admie. Elle décide donc de rejoindre également le groupe. Voulant prouver sa supériorité, Yua continue d'intervenir chaque fois qu'on demande à Hinako de faire quelque chose, ce que Hinako interprète comme un acte de gentillesse de sa part. Le lendemain, Hinako essaie de travailler au café avec Mayuki, durant laquelle elle parvient à aider une fille perdue à reprendre contact avec sa mère. Encouragée par cette expérience, Hinako demande à Yua d'être son amie.                 |                                                 |                              |                                 |                       |
| 4 | L'héroïne épouvantail                           | かかしひろいん               | Kakashi Hiroin                  | 28 avril 2017         |
| La jeune comédienne Ruriko Kuroyanagi qui dirigeait l'ancien club de théâtre avant de le mettre en pause, revient d'une formation à l'étranger pour aider le nouveau groupe pour le prochain festival culturel. Pendant l'entraînement, Mayuki finit attire l'attention avec sa danse tandis qu'Hinako parvient à exprimer son talent pour le chant. Plus tard, Mayuki explique qu'elle n'aime pas beaucoup le théâtre car ça occupe trop Chiaki et ne prend moins d'intention pour elle. Le lendemain, Ruriko choisit Hinako comme héroïne de sa pièce, même si cette dernière est toujours nerveuse à l'idée de jouer. |                                                 |                              |                                 |                       |
| 5 | Une gentille fille pas gentille                 | やさしくないやさしいこ       | Yasashikunai Yasashii Ko        | 5 mai 2017            |
| Yua est de plus en plus agacée par Hinako en raison de sa maladresse dans la pratique de la danse et de sa proximité avec Chiaki. Par la suite, Hinako, avec l'aide de Kuina, tente d'imiter certains animaux afin d'élargir sa palette d'expressions. Plus tard, Yua espionne les filles dans le parc alors qu'elles aident Hinako dans sa pratique, admirant sa détermination et décide finalement de l'aider également. |                                                 |                              |                                 |                       |
| 6 | La pièce de la soubrette, du fantôme et du rêve | めいどとおばけとゆめのぶたい | Meido to Obake to Yume no Butai | 12 mai 2017           |
| À un jour du festival culturel, Hinako est surprise d'apprendre que Chiaki ne jouera pas dans la pièce, car elle voulait donner aux nouveaux membres une chance de briller, mais parvient à donner une répétition réussie. Le jour du festival, Hinako finit par oublier toutes ses répliques en essayant d'apprendre celles des autres, alors Yua et Kuina décident de lui donner un entraînement de dernière minute. Pendant la pièce, Yua finit par oublier un mouchoir, mais Hinako et Mayuki parviennent à faire une petite improvisation pour lui en donner un nouveau, ce qui fait de la pièce un succès. Ensuite, Ruriko et Yua proposent d'aider Hinako pour sa propre troupe de théâtre Hitotose. |                                                 |                              |                                 |                       |
| 7 | Maillot de bain en peridition                   | まよえるみずぎ               | Mayoeru Mizugi                  | 19 mai 2017           |
| Après avoir prévu d'aller à la plage, les filles se rendent dans un grand magasin pour choisir des maillots de bain. À la plage, Mayuki se perd et rencontre Ruriko, qui essaie de l'aider à retrouver son chemin. Alors qu'Hinako part à la recherche de Mayuki, elle va utiliser contre son gré, sa compétence naturelle pour attirer les animaux ce qui permet à Mayuki à la retrouver pour pouvoir ensuite rejoindre les autres. |                                                 |                              |                                 |                       |
| 8 | À trop en faire...                              | がんばりすぎて               | Ganbari Sugite                  | 26 mai 2017           |
| Yua rend visite à la pension Hitotose pour prêter à Hinako des DVD d'acteur pour l'entraîner dans son jeu, pour découvrir qu'elle n'a pas de lecteur DVD. Plus tard, Hinako attrape un rhume à cause du surmenage, alors les autres essaient de l'aider à la soigner. |                                                 |                              |                                 |                       |
| 9 | Le stage de théâtre                             | がつしくします               | Gatsushikushimasu               | 2 juin 2017           |
| Alors qu'Hinako s'inquiète de la visite de sa mère, les filles tentent d'inventer une pièce de théâtre pour attirer les clients à la pension Hitotose. En entendant leurs projets, Ruriko organise un entraînement nocturne à l'école pour que les filles s'entraînent. Pendant la nuit, Hinako et Yua repèrent une silhouette dans l'obscurité pour découvrir finalement qu'il s'agit d'un chat errant. |                                                 |                              |                                 |                       |
| 10 | La Pa-pa-parade                                 | ぱぱぱれいど                 | Pa-Pa-Pareido                   | 9 juin 2017           |
| Après que Kuina ait terminé son scénario pour la troupe Hitotose, Mayuki demande à tout le monde d'essayer les costumes qu'elle a confectionné. Le jour du spectacle, les mères de Hinako et de Ruriko viennent regarder la pièce, mettant encore plus de pression sur Hinako. Mais avec le soutien de ses amis, la pièce parvient à être un succès. |                                                 |                              |                                 |                       |
| 11 | Une année s'achève, une autre commence          | ゆくとしくるとし             | Yukutoshi Kurutoshi             | 16 juin 2017          |
| Les filles décident de monter la pièce de théâtre Un chant de Noël pour le réveillon de Noël, qui s'avère devenir populaire grâce au fait qu'Hinako ait fait appel à un vrai cerf. Plus tard, au début de la nouvelle année, alors que Kuina et Mayuki rendent visite à leurs familles, Hinako et Yua se joignent à Chiaki pour l'aider à son travail au sanctuaire. |                                                 |                              |                                 |                       |
| 12 | L'endroit rêvé                                  | あこがれのばしょ             | Akogare no Basho                | 23 juin 2017          |
| Hinako devient anxieuse après avoir surpris tard dans la nuit, Mayuki en train de préparer quelque chose de mystérieux en criant le nom de Chiaki. En réalité, elle préparait du chocolat pour la Saint-Valentin. Le jour de la Saint-Valentin, Yua essaie de trouver le courage d'offrir à Chiaki ses chocolats fait maison. Le lendemain, Chiaki invite tout le monde à une pièce de théâtre près de Suzuran. |                                                 |                              |                                 |                       |

### Œuvre
1. 1 2  (ja) « ひなこのーと　1 », sur Kadokawa (consulté le 25 avril 2024)
2. 1 2  (ja) « ひなこのーと　2 », sur Kadokawa (consulté le 25 avril 2024)
3. 1 2  (ja) « ひなこのーと　3 », sur Kadokawa (consulté le 25 avril 2024)
4. 1 2  (ja) « ひなこのーと　4 », sur Kadokawa (consulté le 25 avril 2024)
5. ↑  (ja) « ひなこのーと　ラジオＣＤ付き限定版　４ », sur Kadokawa (consulté le 25 avril 2024)
6. 1 2  (ja) « ひなこのーと　5 », sur Kadokawa (consulté le 25 avril 2024)
7. 1 2  (ja) « ひなこのーと　6 », sur Kadokawa (consulté le 25 avril 2024)
8. 1 2  (ja) « ひなこのーと　7 », sur Kadokawa (consulté le 25 avril 2024)